# Economia relazionale
L'economia relazionale studia le materie economiche dal punto di vista dello scambio di valore umano, della solidarietà e della condivisione.
Si differenzia dall'economia "classica" in quanto non considera preminente lo scambio di valore monetario.
In particolare si occupa di valorizzare le comunità Residenziali, le quali oggi sono escluse dall'economia "classica", poiché la produzione di queste aziende sociali non rientra nei calcoli che formano il PIL (Prodotto Interno Lordo).
Di seguito si segnala un elenco delle tipologie di aziende relazionali più importanti che operano sul mercato: Famiglie, Enti Condominio, Associazioni non riconosciute, Gruppi auto mutuo aiuto, Banche del tempo, Associazioni Non profit, Gruppi di acquisto solidale, Associazioni sportive dilettanti.